# Walter Lewington
Walter Lewington (Gillingham, 1891. szeptember 2. – ?, 1965. május 29.) angol nemzetközi labdarúgó-játékvezető.

## Pályafutása

### Nemzetközi játékvezetés
Az Angol labdarúgó-szövetség Játékvezető Bizottsága (JB) 1933-ban terjesztette fel nemzetközi játékvezetőnek, a Nemzetközi Labdarúgó-szövetség (FIFA) bíróinak keretébe. Több nemzetek közötti válogatott és klubmérkőzést vezetett vagy működő társának partbíróként segített. Az aktív nemzetközi játékvezetéstől 1939-ben búcsúzott. Válogatott mérkőzéseinek száma: 15.

## Magyar vonatkozás
| Időpont           | Helyszín                         | Mérkőzés típusa          | Mérkőzés                   | Eredmény | Nézők száma |
| ----------------- | -------------------------------- | ------------------------ | -------------------------- | -------- | ----------- |
| 1935. április 14. | Hardturm Stadion, Zürich         | 181. válogatott mérkőzés | Svájc–Magyarország         | 6 : 2    | 30 000      |
| 1935 május 19.    | Yves-du-Manoir Stadion, Colombes | 183. válogatott mérkőzés | Franciaország–Magyarország | 2 : 0    | 25 000      |
| 1936 október 18.  | Letenský Stadion, Prága          | 194. válogatott mérkőzés | Csehszlovákia–Magyarország | 5 : 2    | 22 000      |
| 1939. március 16. | Parc des Princes Stadion, Párizs | válogatott mérkőzés      | Franciaország–Magyarország | 2 : 2    | 27 367      |

## Külső hivatkozások
- Walter Lewington. World Referee. [2016. március 4-i dátummal az eredetiből archiválva]. (Hozzáférés: 2012. augusztus 9.)
- Walter Lewington. footballdatabase.eu. (Hozzáférés: 2012. augusztus 9.)
- Walter Lewington. eu-football.info. (Hozzáférés: 2012. augusztus 9.)